# Leptodontium subintegrifolium
Leptodontium subintegrifolium är en bladmossart som beskrevs av Thériot och Theodor Carl Karl Julius Herzog 1938. Leptodontium subintegrifolium ingår i släktet groddmossor, och familjen Pottiaceae. Inga underarter finns listade i Catalogue of Life.